# Campionati europei di sollevamento pesi 2026
I Campionati europei di sollevamento pesi 2026, 106ª edizione maschile e 38ª femminile della manifestazione, si svolgeranno nell'aprile 2026 a Batumi, in Georgia, allo Sports Palace Batumi.
In base alle variazioni avvenute nel corso del suo svolgimento, l'edizione sarà conteggiata come:
- l'84ª effettivamente organizzata;
- la 104ª secondo la numerazione della EWF;
- la 106ª secondo la numerazione della IWF.

## Scelta della sede
La scelta della sede si svolse il 25 ottobre 2024: le altre candidate erano la Polonia, l'Albania e – inizialmente – la Moldavia; a quest'ultima è stata affidata l'edizione del 2025. Sarà la seconda volta che Batumi organizzerà la massima rassegna continentale, dopo l'edizione del 2019, e la terza volta assoluta per la Georgia aggiungendo l'edizione del 2015 a Tbilisi.
È prevista la trasmissione televisiva dei 16 eventi in 160 nazioni con 60 ore di dirette e 300 ore di differite.

## Titoli in palio
Dopo sette anni, per la decisione dell'IWF del 3 dicembre 2024, a partire dal mese di giugno 2025 si tornano ad assegnare 16 titoli europei, 8 maschili e 8 femminili, con la riorganizzazione dei limiti di peso: le categorie escluse sono i pesi mosca e i pesi massimi primi, maschili e femminili. Nella storia dei campionati, le uniche due volte che si sono assegnati 16 titoli – ma con limiti di peso differenti – sono state nell'edizione del 2017 a Spalato e del 2018 a Bucarest.
Categorie maschili
| Categoria            | Eventi         |
| -------------------- | -------------- |
| Pesi gallo           | Fino a 60 kg   |
| Pesi piuma           | Fino a 65 kg   |
| Pesi leggeri         | Fino a 71 kg   |
| Pesi medi            | Fino a 79 kg   |
| Pesi massimi leggeri | Fino a 88 kg   |
| Pesi mediomassimi    | Fino a 98 kg   |
| Pesi massimi         | Fino a 110 kg  |
| Pesi supermassimi    | Oltre i 110 kg |

Categorie femminili
| Categoria            | Eventi          |
| -------------------- | --------------- |
| Pesi gallo           | Fino a 48 kg    |
| Pesi piuma           | Fino a 53 kg    |
| Pesi leggeri         | Fino a 58 kg    |
| Pesi medi            | Fino a 63 kg    |
| Pesi massimi leggeri | Fino a 69 kg    |
| Pesi mediomassimi    | Fino a 77 kg    |
| Pesi massimi         | Fino a 86 kg    |
| Pesi supermassimi    | Oltre gli 86 kg |

## Risultati

### Categorie maschili
| Evento                       | Oro                | Oro                | Argento            | Argento            | Bronzo             | Bronzo             |
| Pesi gallo — 60 kg           | Pesi gallo — 60 kg | Pesi gallo — 60 kg | Pesi gallo — 60 kg | Pesi gallo — 60 kg | Pesi gallo — 60 kg | Pesi gallo — 60 kg |
| ---------------------------- | ------------------ | ------------------ | ------------------ | ------------------ | ------------------ | ------------------ |
| Strappo                      |                    |                    |                    |                    |                    |                    |
| Slancio                      |                    |                    |                    |                    |                    |                    |
| Totale                       |                    |                    |                    |                    |                    |                    |
| Pesi piuma — 65 kg           |                    |                    |                    |                    |                    |                    |
| Strappo                      |                    |                    |                    |                    |                    |                    |
| Slancio                      |                    |                    |                    |                    |                    |                    |
| Totale                       |                    |                    |                    |                    |                    |                    |
| Pesi leggeri — 71 kg         |                    |                    |                    |                    |                    |                    |
| Strappo                      |                    |                    |                    |                    |                    |                    |
| Slancio                      |                    |                    |                    |                    |                    |                    |
| Totale                       |                    |                    |                    |                    |                    |                    |
| Pesi medi — 79 kg            |                    |                    |                    |                    |                    |                    |
| Strappo                      |                    |                    |                    |                    |                    |                    |
| Slancio                      |                    |                    |                    |                    |                    |                    |
| Totale                       |                    |                    |                    |                    |                    |                    |
| Pesi massimi leggeri — 88 kg |                    |                    |                    |                    |                    |                    |
| Strappo                      |                    |                    |                    |                    |                    |                    |
| Slancio                      |                    |                    |                    |                    |                    |                    |
| Totale                       |                    |                    |                    |                    |                    |                    |
| Pesi mediomassimi — 98 kg    |                    |                    |                    |                    |                    |                    |
| Strappo                      |                    |                    |                    |                    |                    |                    |
| Slancio                      |                    |                    |                    |                    |                    |                    |
| Totale                       |                    |                    |                    |                    |                    |                    |
| Pesi massimi — 110 kg        |                    |                    |                    |                    |                    |                    |
| Strappo                      |                    |                    |                    |                    |                    |                    |
| Slancio                      |                    |                    |                    |                    |                    |                    |
| Totale                       |                    |                    |                    |                    |                    |                    |
| Pesi supermassimi — +110 kg  |                    |                    |                    |                    |                    |                    |
| Strappo                      |                    |                    |                    |                    |                    |                    |
| Slancio                      |                    |                    |                    |                    |                    |                    |
| Totale                       |                    |                    |                    |                    |                    |                    |

### Categorie femminili
| Evento                       | Oro                | Oro                | Argento            | Argento            | Bronzo             | Bronzo             |
| Pesi gallo — 48 kg           | Pesi gallo — 48 kg | Pesi gallo — 48 kg | Pesi gallo — 48 kg | Pesi gallo — 48 kg | Pesi gallo — 48 kg | Pesi gallo — 48 kg |
| ---------------------------- | ------------------ | ------------------ | ------------------ | ------------------ | ------------------ | ------------------ |
| Strappo                      |                    |                    |                    |                    |                    |                    |
| Slancio                      |                    |                    |                    |                    |                    |                    |
| Totale                       |                    |                    |                    |                    |                    |                    |
| Pesi piuma — 53 kg           |                    |                    |                    |                    |                    |                    |
| Strappo                      |                    |                    |                    |                    |                    |                    |
| Slancio                      |                    |                    |                    |                    |                    |                    |
| Totale                       |                    |                    |                    |                    |                    |                    |
| Pesi leggeri — 58 kg         |                    |                    |                    |                    |                    |                    |
| Strappo                      |                    |                    |                    |                    |                    |                    |
| Slancio                      |                    |                    |                    |                    |                    |                    |
| Totale                       |                    |                    |                    |                    |                    |                    |
| Pesi medi — 63 kg            |                    |                    |                    |                    |                    |                    |
| Strappo                      |                    |                    |                    |                    |                    |                    |
| Slancio                      |                    |                    |                    |                    |                    |                    |
| Totale                       |                    |                    |                    |                    |                    |                    |
| Pesi massimi leggeri — 69 kg |                    |                    |                    |                    |                    |                    |
| Strappo                      |                    |                    |                    |                    |                    |                    |
| Slancio                      |                    |                    |                    |                    |                    |                    |
| Totale                       |                    |                    |                    |                    |                    |                    |
| Pesi mediomassimi — 77 kg    |                    |                    |                    |                    |                    |                    |
| Strappo                      |                    |                    |                    |                    |                    |                    |
| Slancio                      |                    |                    |                    |                    |                    |                    |
| Totale                       |                    |                    |                    |                    |                    |                    |
| Pesi massimi — 86 kg         |                    |                    |                    |                    |                    |                    |
| Strappo                      |                    |                    |                    |                    |                    |                    |
| Slancio                      |                    |                    |                    |                    |                    |                    |
| Totale                       |                    |                    |                    |                    |                    |                    |
| Pesi supermassimi — +86 kg   |                    |                    |                    |                    |                    |                    |
| Strappo                      |                    |                    |                    |                    |                    |                    |
| Slancio                      |                    |                    |                    |                    |                    |                    |
| Totale                       |                    |                    |                    |                    |                    |                    |